# Dirigente
Un dirigente è una figura professionale che sta ad indicare un individuo che si trova al vertice di un'organizzazione, ente o istituto pubblico o privato. Viene spesso indicato come manager.

## Caratteristiche generali
In senso più specifico è il lavoratore dipendente preposto alla direzione di un'azienda o di un ente pubblico, oppure di una parte di essi, che esplica le sue funzioni con autonomia decisionale, al fine di dirigere lo svolgimento delle attività e guidare persone al vertice dell'organizzazione oppure in un suo determinato ambito (funzione, stabilimento, settore, area, zona, ecc.).
Il dirigente così inteso, pertanto, svolge tipicamente funzioni manageriali, anche se non tutti coloro che svolgono tali funzioni sono dirigenti (esattamente come esiste una differenza concettuale e pratica tra direttore e dirigente: esistono dirigenti che non hanno alcuna funzione direttiva oppure direttori che sono quadri e non dirigenti). Inoltre non vanno confusi i dirigenti con gli amministratori di società (nel caso delle società) in quanto figure sostanzialmente e formalmente molto diverse.
Nelle aziende strutturate o enti della pubblica amministrazione complessi, esiste una gerarchia anche tra dirigenti e, pertanto, un manager può essere sottoposto ad un manager di più alto livello. È una situazione tipica delle multinazionali o comunque di organizzazioni con articolazione sul territorio oppure quando, per ragioni organizzative, esiste una struttura decisionale articolata. Invece, nella piccola-media impresa, quando esiste un dirigente, solitamente è un capo che risponde direttamente alla proprietà.

## Responsabilità dirigenziale
Con sentenza n. 22965/2013, la Cassazione ha affermato la legittimità di un licenziamento per giustificato motivo soggettivo e la contestuale richiesta di risarcimento del danno patito, in conseguenza di scelte operative che si presume abbiano portato a non realizzare i risultati attesi. Si introduce una nozione di responsabilità verso il datore di lavoro, almeno per il livello di inquadramento dirigenziale, che non è strettamente legata alla violazione di leggi e contratti collettivi, o di procedure e regolamenti aziendali, ma al risultato atteso della prestazione lavorativa.
In modo analogo, nel settore pubblico, la responsabilità dirigenziale è autonoma ed aggiuntiva rispetto alle altre forme di responsabilità dei dipendenti pubblici. Mentre la responsabilità amministrativa presuppone un comportamento colposo o doloso che si discosti dalle regole giuridiche di comportamento del dipendente, la responsabilità dirigenziale non sorge dalla violazione di regole di comportamento ma si ricollega ai risultati prodotti dalla organizzazione cui il dirigente è preposto. Come ha notato il professore Guido Melis, attento conoscitore delle istituzioni, «senza interventi diretti l’automatismo non funziona per le pubbliche amministrazioni – “non sono macchine fordiste!”: occorre creare i meccanismi di stimolazione (...) nei confronti di una situazione che tende naturalmente alla immobilità».